# Џексон Брандиџ
Џексон Брандиџ (енгл. Jackson Brundage; рођен 21. јануара 2001) познат је по томе што је играо лик Џејмија, сина Нејтана и Хејли у америчкој телевизијској серији Три Хил. У 2008. години, позајмио је глас цртаном лику Паблу у цртаном филму Einstein Pals. Такође је 2008. године обновио уговор по коме ће учествовати у снимању 6. сезоне серије Три Хил.
Џексон тренутно похађа академију каратеа Излазећег Сунца и обожава фудбал, борилачке вештине, пливање, бејзбол и кошарку.
Његов отац је Ричард Брандиџ. Има старију сестру Кели и млађег брата Паркера. Од августа, 2007, живи у граду Вилмингтон, у америчкој савезној држави Северна Каролина, месту где се иначе снима серија Три Хил. Када није на снимању, живи са својом породицом у Лос Анђелесу, у америчкој савезној држави Калифорнија.